# Sylvain Dupuis

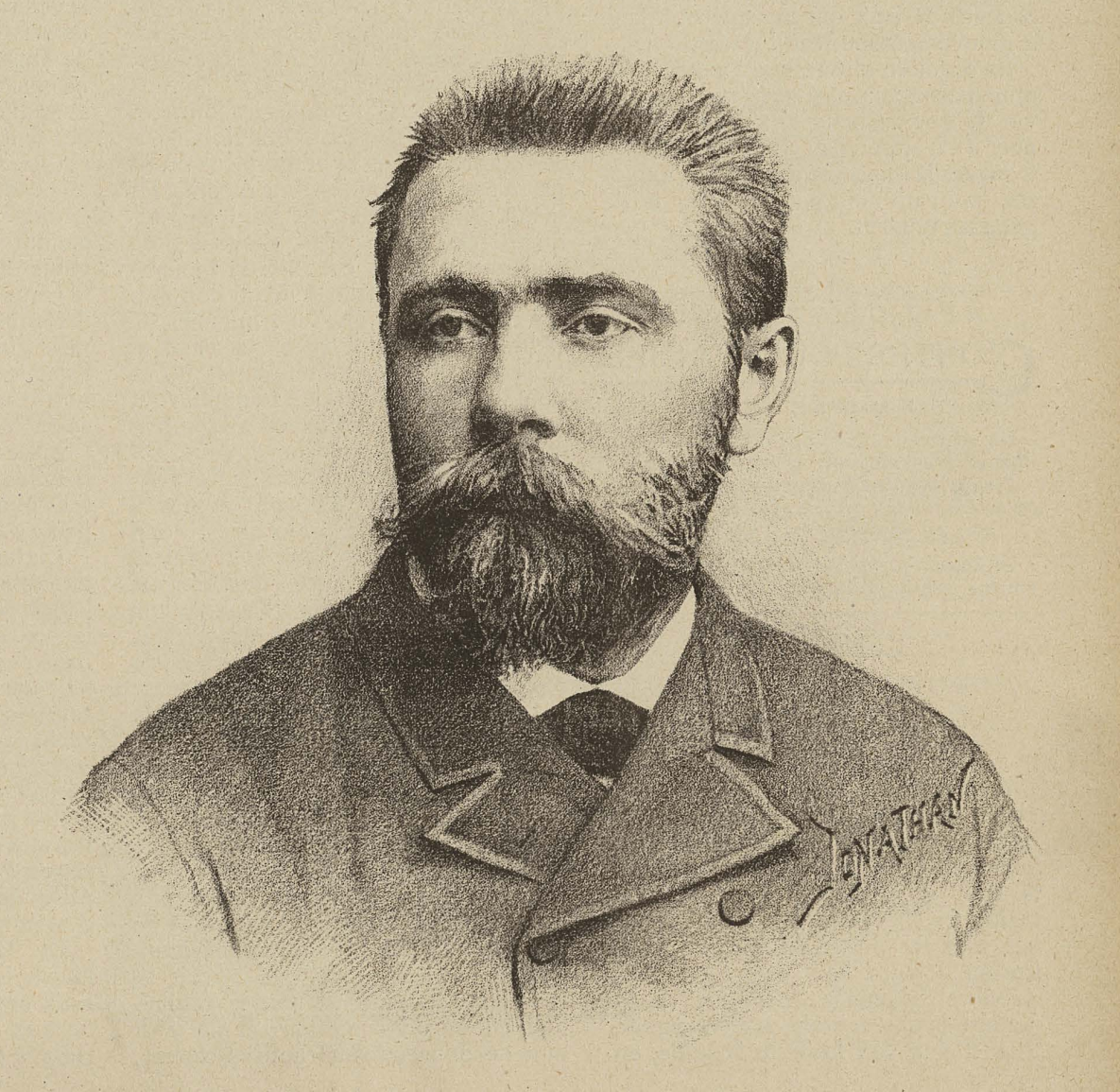
Sylvain Dupuis 1856-1931

Pierre Joseph Michel Sylvain Dupuis, (Luik, 9 oktober 1856 - Brugge, 28 september 1931) was een Belgisch musicus, orkestleider, componist en muziekpedagoog. Hij was dirigent in de Brusselse Koninklijke Muntschouwburg en directeur van het Koninklijk Conservatorium van Luik.

## Levensloop

### Afkomst en opleiding
Sylvain Dupuis werd geboren in een muzikale familie. Zijn vader, Michel Dupuis, was docent solfège aan het Koninklijk Conservatorium van Luik en zijn oom José Dupuis was een bekend zanger en acteur die carrière maakte in Parijs. Nog een andere oom was violist en docent viool aan het Luikse conservatorium.
Op elfjarige leeftijd ging Dupuis naar het Luikse conservatorium en ging er achtereenvolgens solfège, hobo, piano, orgel, harmonieleer en compositie studeren. Hij vervolmaakte zich in het bespelen van de hobo en directeur Jean-Théodore Radoux beschouwde hem als zijn beste leerling.

### Eerste jaren
Al op zeer jonge leeftijd nam Dupuis deel aan het Luikse muzikale leven. Vanaf 1873 was hij reeds dirigent van het mannenkoor La Légia waarvan hij eind 1875, op negentienjarige leeftijd, adjunct-directeur werd.
In 1877 nam hij voor de eerste maal deel aan de Prix de Rome. Hij kreeg een eervolle vermelding voor de cantate La cloche de Roland, gecomponeerd op het Klokke Roeland van Julius Sabbe. Twee jaar later nam hij opnieuw deel aan de romeprijs en won er de tweede prijs met de cantate Camoëns, gecomponeerd op een gedicht van Jan A. Van Droogenbroeck. In 1881 nam hij opnieuw deel aan de Prix de Rome en deze keer won hij de eerste prijs met de cantate Le chant de la création, gecomponeerd op een gedicht van Karel Bogaerd.
Met het geld dat hij met de Romeprijs won, kon Dupuis diverse studiereizen ondernemen. Hij trok eerst naar Duitsland waar hij onder meer in Bayreuth (waar hij de Bayreuther Festspiele bezocht) en München verbleef. Van 1883 tot 1885 verbleef hij in Parijs en ontmoette er onder meer César Franck, Édouard Colonne en Vincent d'Indy met wie hij een langdurige vriendschap zou onderhouden.

### Dupuis als muziekpedagoog
Nadat Dupuis in 1877 tot correpetitor in de harmonieleer aan het Luikse conservatorium was benoemd, werd hij er het jaar nadien benoemd tot adjunct-docent. Na zijn terugkeer naar Luik werd hij in 1886 benoemd tot docent harmonieleer. In 1889 werd hij eveneens docent samenzang. Hij bleef er lesgeven tot in 1904. Zijn bekendste leerlingen waren René Barbier, Armand Marsick, Roland Cardon en Benoît Franssen.

### Als concertorganisator
In 1886 was Dupuis eveneens directeur geworden van het mannenkoor La Légia. In 1888 stichtte hij de concertvereniging Nouveaux Concerts. Hij nodigde bekende solisten zoals Hans von Bülow, Ferruccio Busoni, Eugène Ysaÿe, César Thomson en Ernest van Dyck uit om te concerteren. In de periode 1888-1901 werden 59 concerten gegeven met werk van onder meer Ludwig van Beethoven, Richard Wagner, Vincent d'Indy, Johannes Brahms, Nikolaj Rimski-Korsakov, Hector Berlioz en Claude Debussy.
In 1895 was hij verantwoordelijk voor de Belgische première van de Missa Solemnis van Beethoven. In 1899 dirigeerde Gustav Mahler in Luik zijn Symfonie nr. 2.

### Chef-dirigent van de Munt
Dupuis, die al sinds 1890 dirigeerde in de Brusselse Koninklijke Muntschouwburg, werd er in 1900 benoemd tot eerste dirigent. Zijn benoeming werd door de Belgische muzikale wereld enthousiast onthaald omdat hij bekendstond als een vernieuwer.
Hij leidde de Belgische premières van onder meer de opera's Götterdämmerung (1891), Die Entführung aus dem Serail (1902), Tosca (1904), La damnation de Faust (1906), Les Troyens (1906), Salomé (1907), Madama Butterfly (1909) en Elektra (1910). Dupuis dirigeerde ook de wereldpremières van de opera's Le Roi Arthus van Ernest Chausson (1903), Martylle van Albert Dupuis (1905) en Éros vainqueur van Pierre de Bréville (1910), de Eerste symfonie Le poème de la forêt van Albert Roussel (1908) en het oratorium Le chant de la cloche van Vincent d'Indy (1912). In 1905 dirigeerde hij de derde en laatste versie van Pepita Jiménez van Isaac Albéniz.

### Directeur van het Luikse conservatorium
In 1911 werd Dupuis benoemd tot directeur van het Koninklijk Conservatorium van Luik waar hij de overleden directeur Radoux opvolgde. Hij bleef er aan het hoofd tot in 1925 toen hij op 69-jarige leeftijd op pensioen ging. Hij stierf in 1931 net voor zijn 75ste verjaardag.

## Werk
De composities van Dupuis zijn vooral te situeren in het begin van zijn carrière. Naast de cantates die hij schreef voor de Prix de Rome componeerde hij een zeventigtal werken waaronder kamermuziek, een concertino voor hobo et orkest, koorwerk, muziek voor orgel, piano, cello en viool. Hij componeerde eveneens het symfonisch gedicht Macbeth en de opera's Moïna en Coûr d'ognon (1888) dat geschreven was in het Luikse dialect.
Op het einde van zijn carrière schreef hij een aantal biografieën, deze over César Franck is de meest bekende.

## Eerbetoon
Dupuis werd in 1913 verkozen tot lid van de Koninklijke Academie van België. Hij was Officier in de Leopoldsorde (1907) en in het Franse Legioen van Eer (1922). In Luik werd een plein en in Anderlecht een laan naar hem vernoemd. Ook in Knokke is een straat naar hem genoemd omdat hij een verblijf bezat in de Lippenslaan.
Zijn archief bevindt zich in de Médiathèque Musicale Mahler in Parijs.